# Herman Tarnower
Herman Tarnower (New York City, 18 marzo 1910 – New York City, 10 marzo 1980) è stato un cardiologo e fisiologo statunitense, maggiormente noto come ideatore della dieta Scarsdale.

## Biografia
Figlio di immigrati ebrei provenienti dalla Polonia, si laureò all'Università di Syracuse e tra il 1936 e il 1937 viaggiò all'estero grazie a una borsa di studio dell'Accademia di Medicina di New York. Dopo la seconda guerra mondiale, fu uno dei due medici inviati dal governo americano per studiare le conseguenze delle radiazioni nucleari sui sopravvissuti a Hiroshima e Nagasaki. Fondatore e capo-staff del Centro Medico di Scarsdale, fu professore di medicina presso il New York Medical College dal 1975 fino alla sua morte.
Ideò la dieta Scarsdale per la sua cerchia di pazienti, e in seguito al passaparola e ad un articolo sul New York Times attirò l'attenzione dell'editore Oscar Dystel, che lo contattò e lo convinse a metterla per iscritto con l'aiuto del saggista Samm Sinclair Baker, già autore della popolare serie di libri del Dr. Stillman. Il libro scritto dai due fu un best seller, vendendo oltre cinque milioni di copie e restando nella classifica dei bestseller del New York Times per 49 settimane. Inoltre contribuì a diffondere e ispirare altre diete a basso contenuto di carboidrati.
Morì per mano dell'amante di lunga data Jean Harris. Il caso e il successivo processo, data la notorietà del personaggio e le circostanze del delitto (che la Harris dichiarò essere accidentale), furono seguiti da stampa e media in modo capillare. Il caso ha inoltre ispirato due film, The People vs. Jean Harris e  Mrs. Harris, in cui Tarnower è impersonato rispettivamente da Martin Balsam e Ben Kingsley.